# Nepp Dénes
Nepp Dénes (Szekszárd, 1955–) szíjgyártó, népi iparművész.

## Élete
A szekszárdi születésű mester nem készült erre a pályára. Érettségi után az Agrártudományi Egyetem volt a célja, de a terv nem valósult meg, így a több mint 80 éves családi hagyomány folytatása mellett döntött. Előbb szíjgyártó szakmunkás bizonyítványt szerzett, majd 1979-ben letette a mestervizsgát. A szakma alapjait, szeretetét nagybátyjától, Csankó Zoltán szíjgyártó mestertől tanulta, „aki a munkában nem ismert irgalmat”. Megszerzett tudását Ambach Antal – szintén szekszárdi – mester segítségével fejlesztette tovább, akitől az aprólékos, a részletekig terjedő igényességet vette át. Ma is őt tartja az ország egyik legjobb szakemberének.
Feleségével együtt a bőrdíszműves szakmák valamennyi ágában otthon vannak, országos hírnevet, külföldi meghívást, legtöbb díjat és elismerést mégis „míves” lószerszámaival szerzett magának. Ezek készítése okozza a legnagyobb örömöt is számára. A kantár, a hátszíj, a nyakszíj, a húzó, a kápa, az istráng, a gyeplő, a farmatring külön-külön is egy-egy remekmű, csakis marhabőrből készülhetnek kézi varrással. Legkevesebb két hónapos, de előfordul, hogy féléves munkát is megkíván egy-egy parádés, rézveretes és sallangos lószerszám kivitelezése. A kifogástalan műben minden munkafolyamat fontos: az alapanyag kiválasztása, a minta megrajzolása, tökéletes szabása, vágása, az öltések milliméternyi pontossága, a bőr gyalulása, festése, szélezése, a sallangok fonása, s nem utolsósorban a szépérzék és a türelem (egyik méltatója a „póktürelmű” jelzővel illette). Mind-mind része a végeredménynek, amelyben a gyakorlati használhatóság és az esztétikai érték ötvöződik. „Sem a munkán, sem az anyagon nem lehet spórolni” – vallja.
Kettes vagy négyes fogathajtó Európa- és világbajnokoknak (Bárdos György, Juhász László, Bozsik József, Johann Böhler – Németország) készítette lószerszámait. Igen büszke rá, hogy még egyetlen versenyen sem szakadtak el, és a lovakat sem törték fel. Az egyéni elképzelések megvalósításához beszélgetések sora, vagy egy rajz, fotó szükségeltetik. Így pl. Rudolf trónörökös lovain pompáztak a 19. század hetvenes éveiben azok a lószerszámok, amelyeknek pontos másolatát – egy rajz alapján – Bárdos György rendelte meg 1984-ben. 1984-től rendszeresen zsűrizteti munkáit. Jelenleg két alkalmazottja van, akik már nála tanulták a mesterséget. Egyéni exportjoggal rendelkezik. Tagja az Országos Kisiparos Kézműves Tanácsnak. 1996-ban Salzburgban képviselte a magyar kézműveseket.

## Díjai
- 1984. Szilvásvárad. Szíjgyártó és sportművészeti kiállítás 3. díj
- 1985. ipar kiváló mestere
- 1993. népi iparművész cím. Budapest: Kiállítás egy világkiállításért című pályázat fődíja
- 1995. Debrecen: Országos bőrműves pályázat első díj
- 1997. Pro Renovanda Cultura Hungariae alapítvány pályázatán, bőr kategóriában 1. díj
- 1998. Pozsony: Közép-Európai Kézműves Fesztivál 3. díj, Aranykéz IPOSZ kézműves szakmai díj
- 1998. Mesterségek ünnepe, Budapest: Az Év Mestere cím
- 2015. Népművészet Mestere díj
- 2016. Szekszárd MJV Pro Urbe emlékplakett